# 토머스 게인즈버러
토머스 게인즈버러(영어: Thomas Gainsborough, 1727년 5월 14일 ~ 1788년 8월 2일)는 영국의 초상화 · 풍경화가이자 데셍, 판화가이다. 라이벌이었던 조슈아 레이놀즈와 함께 18세기 후반 영국을 대표하는 화가로 꼽힌다.
게인즈버러는 그림을 빠르게 그리는 것으로 유명했으며, 가벼운 색감과 간단한 붓터치로 원숙한 작품을 그려낸 것이 특징이다. 초상화를 주로 그렸으나 게인즈버러 본인은 풍경화로부터 더 큰 만족감을 얻었던 것으로 알려져 있다. 리처드 윌슨과 함께 18세기 영국 풍경화파의 길을 열었던 인물이며 영국 왕립예술학회의 창립위원이기도 하다.

## 어린 시절

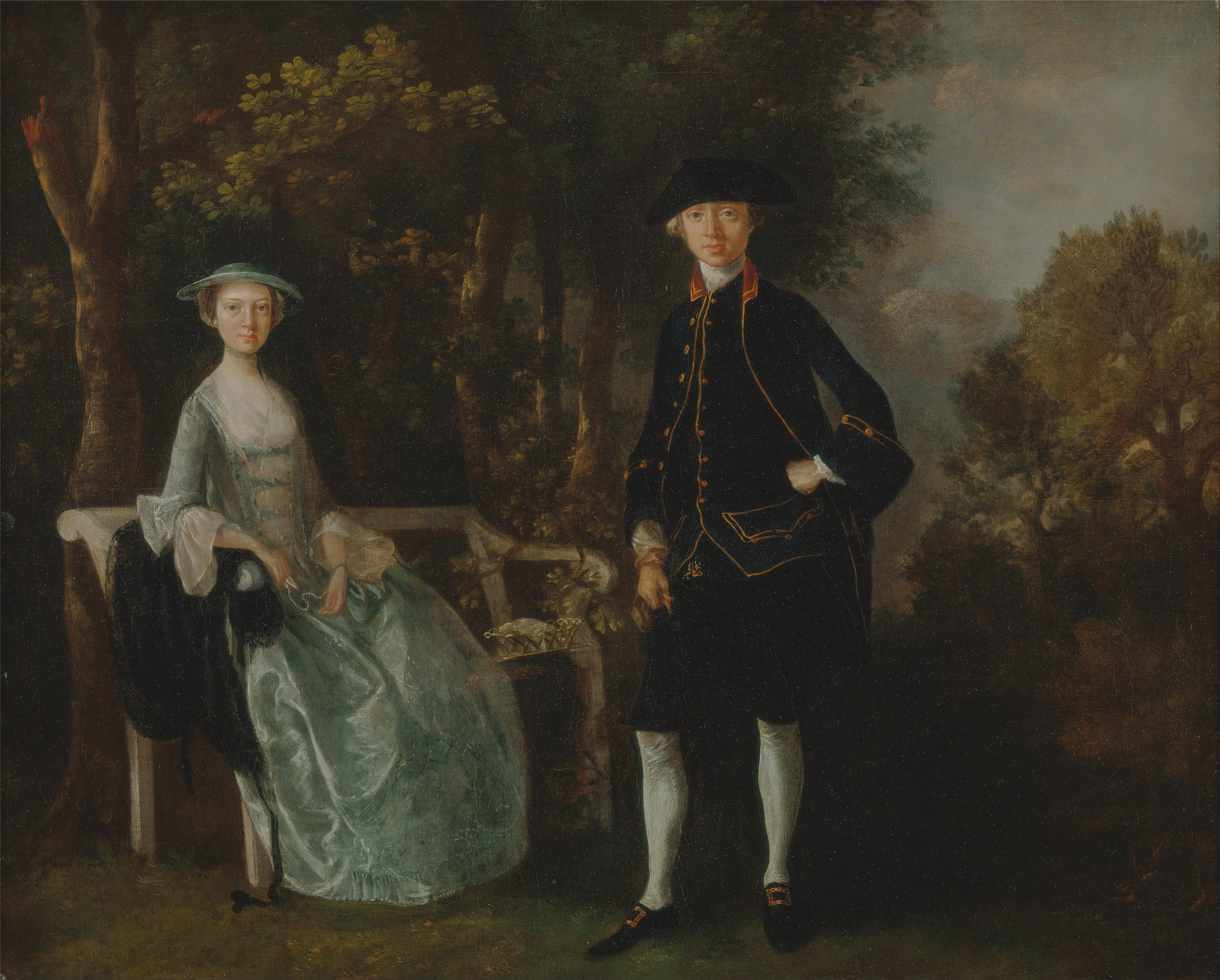
<서퍽주 힌틀셤 홀에서의 로이드 부인과 아들 리처드 새비지 로이드> (1745년~1746년, 예일대 영국 미술관 소장)

1727년 5월 14일 영국 서퍽주 서드베리에서 태어났다. 아버지 존 게인즈버러 (John Gainsborough)는 직조공으로 모직물 생산업을 꾸려 나가고 있었으며, 험프리 버로스 (Humphry Burroughs) 목사의 여동생 메리 (Mary)와 결혼하였다. 토머스 게인즈버러는 막내아들이었는데, 형제 가운데 험프리 게인즈버러는 공학자로서 별도 용기에 증기를 응축하는 방법을 발해 제임스 와트의 증기기관 연구에 일조한 것으로 알려져 있다.
게인즈버러 가족은 서드베리 게인즈버러 스트리트의 한 주택에서 살았으며, 1748년 아버지가 돌아가시고 입스위치로 이사하기 전까지 이곳에서 살았다. 오늘날 게인즈버러의 생가 (Gainsborough's House)라는 이름으로 남아 있는 이곳은 게인즈버러의 생애와 작품을 다루는 박물관으로 운영되고 있다.
어린 시절부터 게인즈버러는 드로잉과 회화 실력을 뽐냈다. 열 살 때에는 미니어처 자화상을 비롯해 두상화와 풍경화를 그렸다. 1740년에는 서퍽을 떠나 런던에서 미술을 공부하기 시작하였으며 조각가 위베르 그라블로의 제자가 되었으나 이와 동시에 윌리엄 호가스와 그의 학파와도 인연을 맺게 되었다. 이 시기 게인즈버러는 프랜시스 헤이맨의 조수로서 복솔 가든의 '서퍼박스' (supper boxes, 야외식당)의 장식 작업에 관여하기도 했다.

## 작품 활동

### 서퍽 시절
1746년 게인즈버러는 보포트 공작의 사생딸 마가렛 버 (Margaret Burr)와 결혼하였다. 당시 게인즈버러는 풍경화로 주로 활동하였으나 잘 팔리지는 않았다. 1748년~1749년경에는 서퍽주 서드베리로 돌아와 초상화 그리기에 집중하였으며, 이 시기 그려진 대표작으로 <풍경 속에서 비올론첼로르 연주하는 존 섀피 목사> (1752년, 런던 테이트 갤러리 소장)가 있다. 1750년 첫째 딸 메리 (몰리)를 얻었으며, 이듬해 둘째 딸 마거렛 (페기)을 낳았다.

1752년 게인즈버러는 아내와 두 딸과 함께 입스위치로 이사를 갔다. 이때부터 초상화 제작 의뢰건은 늘었지만 지역상인과 후작이 주 고객이었기에, 아내가 아버지로부터 해마다 받는 연금 200파운드로 생활을 꾸려나가야 했다. 입스위치에서의 삶을 마칠 무렵에는 자화상을 그렸는데 현재 런던 국립 초상화 미술관에 영구 소장되어 있다.

게인즈버러 본인과 가족의 초상화
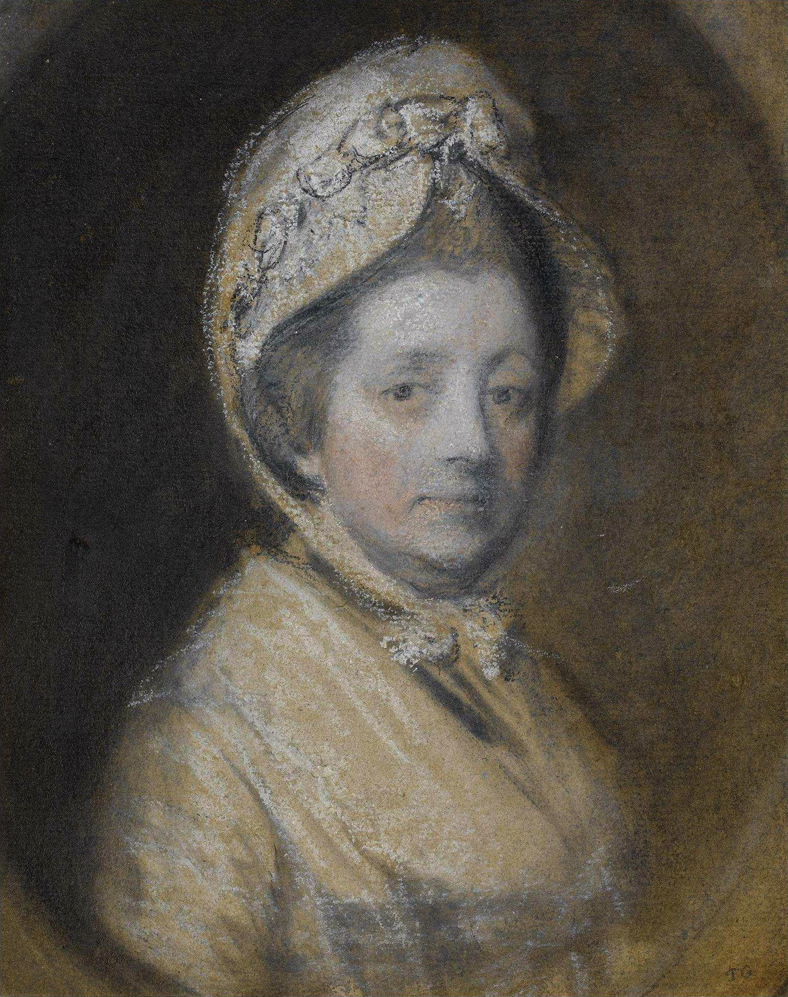
게인즈버러의 부인 초상화 <마가렛 버> (1770년대 초)
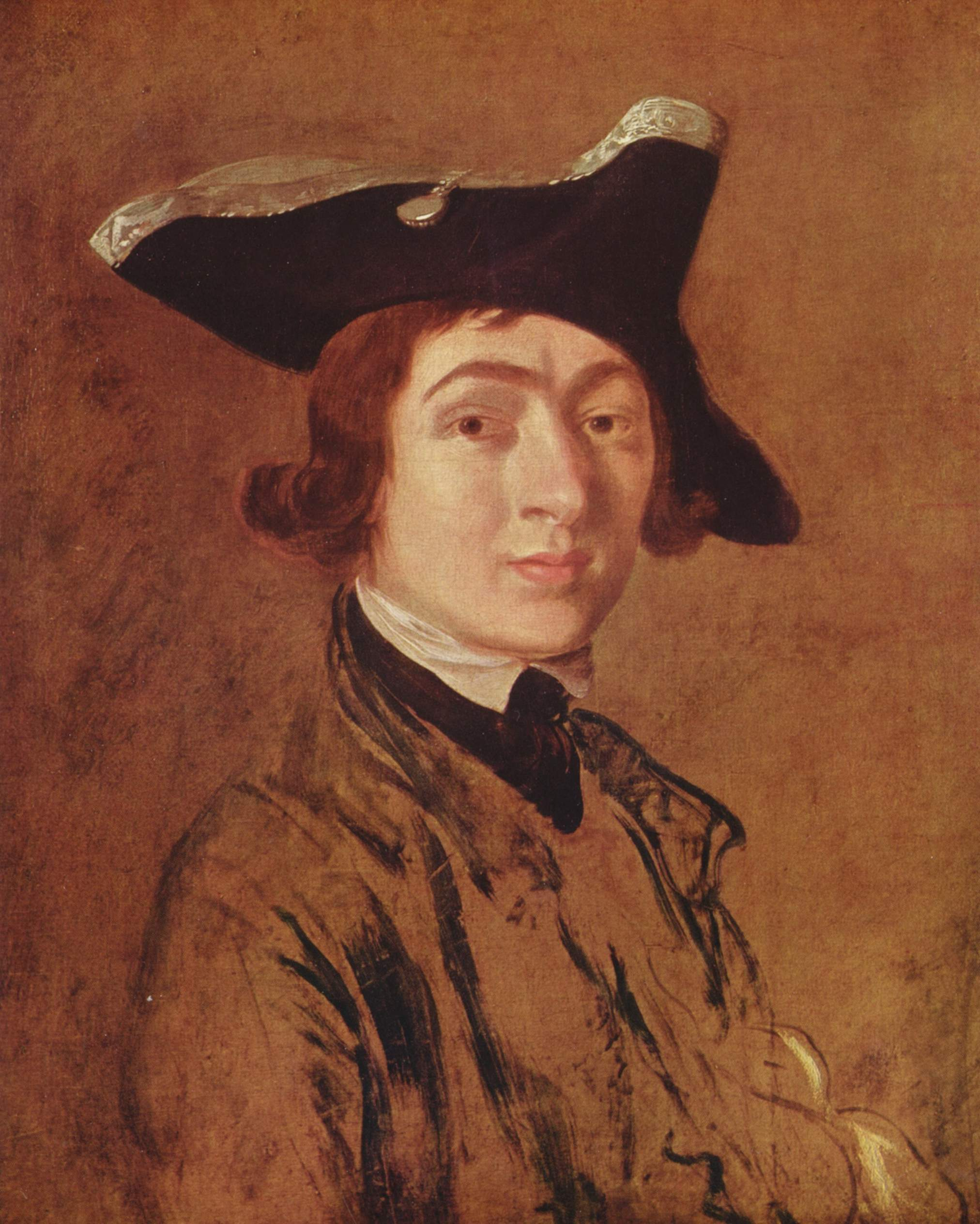
자화상 (1754년)
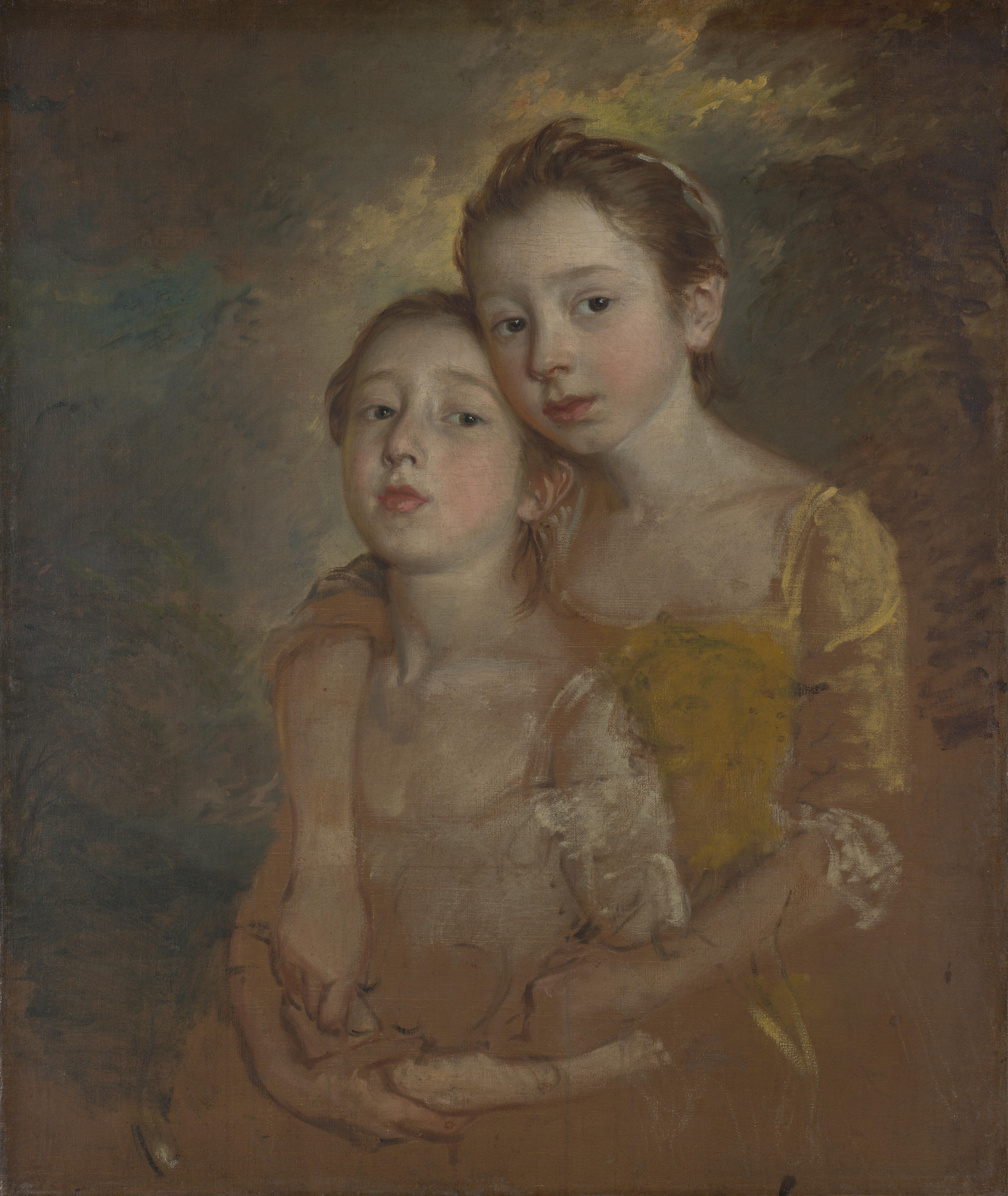
게인즈버러의 딸 초상화 (1759년경)

### 바스 시절

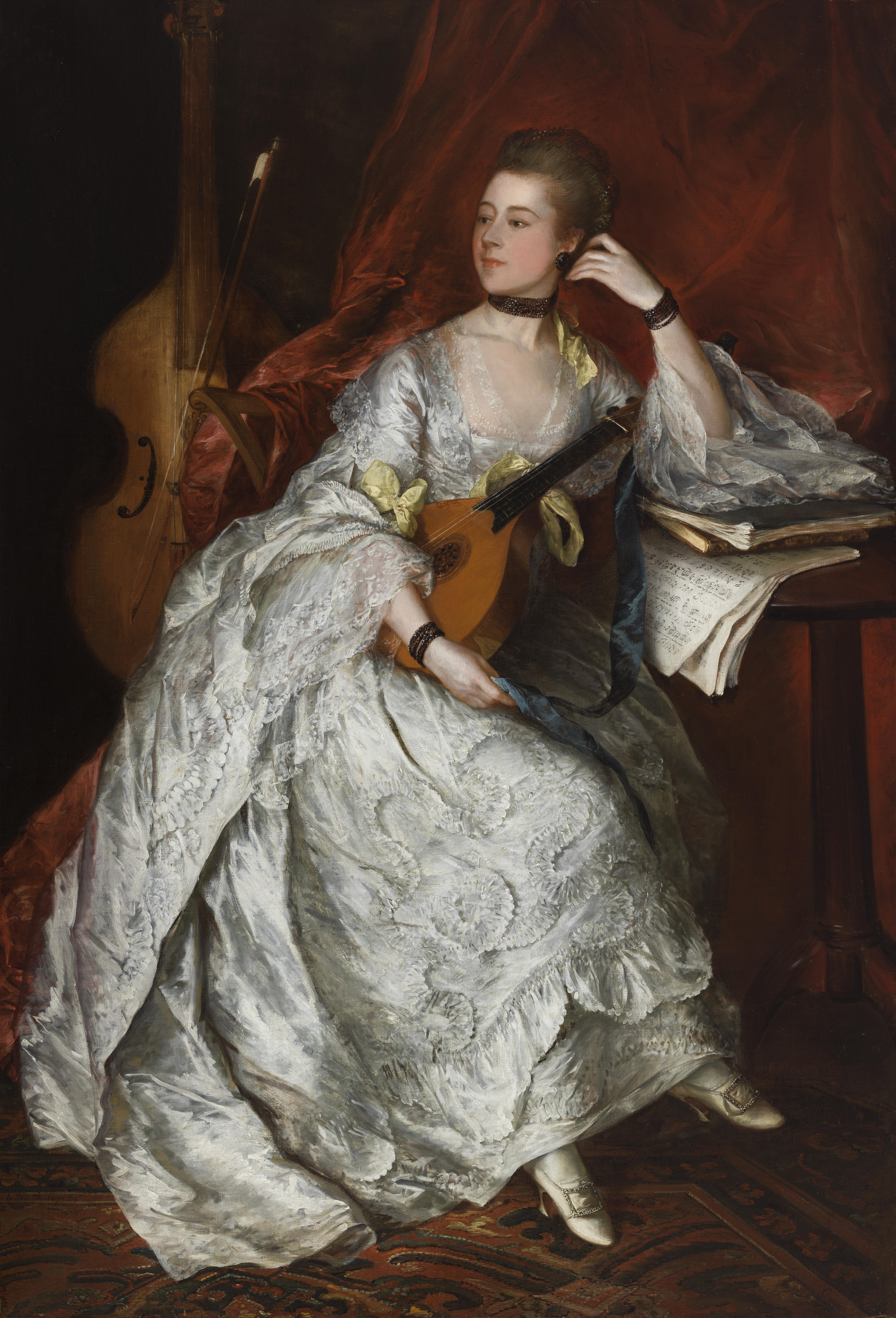
《앤 포드의 초상화》 (1760년, 신시내티 미술관 소장)

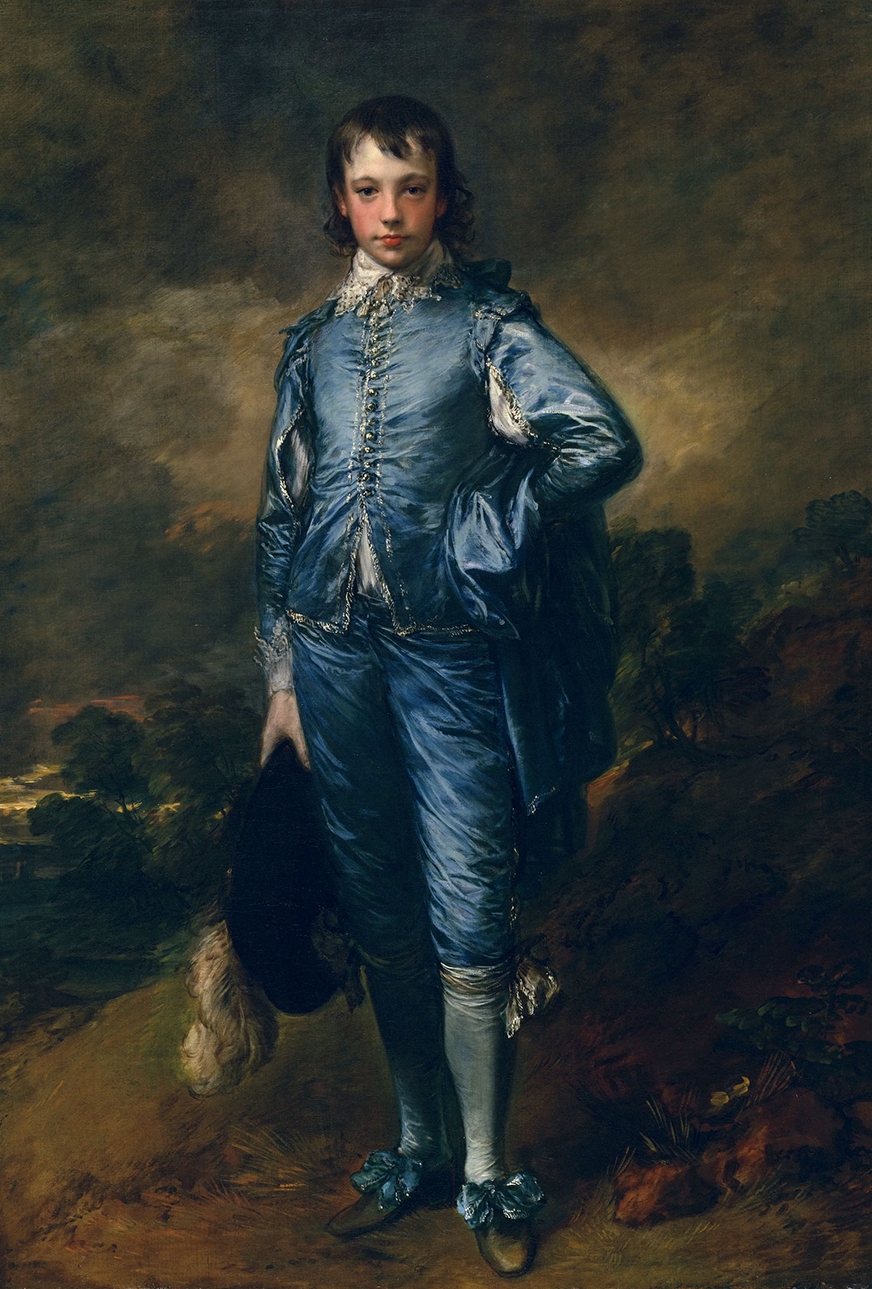
《파란 옷을 입은 소년》(1770년, 헌팅턴 도서관 소장)

1759년 게인즈버러와 가족들은 바스시 서커스 17번지로 이사하였다. 이곳에서 게인즈버러는 앤서니 반 다이크의 초상화를 연구하며 자신의 화풍을 발전시켰고, 마침내 유행을 선도하는 고객층들을 끌어모으기에 이른다. 1761년 런던에서 열리는 '예술학회' (후술할 왕립예술학회의 전신) 전시회에 출품하기 시작하였고, 전시회에서 게인즈버러의 작품이 높은 평가를 얻자, 1769년에는 왕립예술학회의 창립위원으로 추대되는 동시에 예술학회 연례전시의 출품작가로 나서게 되었다. 그러나 이후 학회와의 관계가 고르지 못했고 1773년부터 그림 출품을 중단하였다.

바스에서 머물던 시절 사교계 주류 인사들의 초상화를 그리며 인기를 얻었던 게인즈버러였지만, 정작 본인은 쇄도하는 의뢰작에 시달리면서 자기가 선호하는 예술적 관심사를 추구하지 못하는 점에 대해 불만을 표했다. 게인즈버러가 친구에게 보낸 한 편지에서는 "초상화에 질렸다. 비올 다 감바 (현악기)를 들고 상쾌한 마을로라도 떠나서 조용하고 편안하게 풍경화를 그리며 인생의 마지막을 즐기고 싶다"는 심정을 토로하고 있다. 또 본인의 후원자 내지는 추종자들을 상대하면서 느꼈던 가식에 대해서도 다음과 같이 밝히고 있다.
... 빌어먹을 양반들 같으니, 진정한 예술가로서는 적정 거리를 유지하지 않는다면 세상에 이들 만한 원수 집단도 없을 것이야. 자기네 딴에는 ... 사교와 관심으로 제 가치를 보상한다 느낄지 모르겠지만, 나로서는 ... 이들에게 얻어갈 것은 오직 단 하나, 이들의 지갑 뿐이라네. 이들의 본심이란 것은 제대로 볼 수 있을 만큼 좀처럼 가까이 다가오지 않는단 말일세.
편지에서 비올이 언급된 것은 실제로 게인즈버러가 비올 연주에 관심이 많았기 때문인데, 이 시기 게인즈버러는 헨리 제이가 만든 것 세 개, 배럭 노먼이 만든 것 두 개를 합해 총 다섯 개나 가지고 있었다고 전해진다.
이렇듯 게인즈버러는 평소 친구들을 아끼고 편지를 자주 보내며 교류했던 것으로 알려져 있다. 윌리엄 잭슨은 당대 에세이를 통해 게인즈버러는 "친구들에게 성실하고 정직하였으며, 존경스럽고 너그러운 감정을 마음 속에 한껏 담고 있었다"고 평가하였다. 게인즈버러는 평소 독서를 그다지 즐기지는 않았으나 친구들에게 남긴 편지의 문체는 유례없이 뛰어난 문어체로 씌여 있는 것으로 평가되고 있다. 편지작가 헨리 베이트더들리는 "게인즈버러의 편지 가운데서는 그가 남긴 그림만큼이나 독창성과 아름다움을 세상에 선사할 만한 것도 있다"고 호평하기도 했다.

### 런던 시절

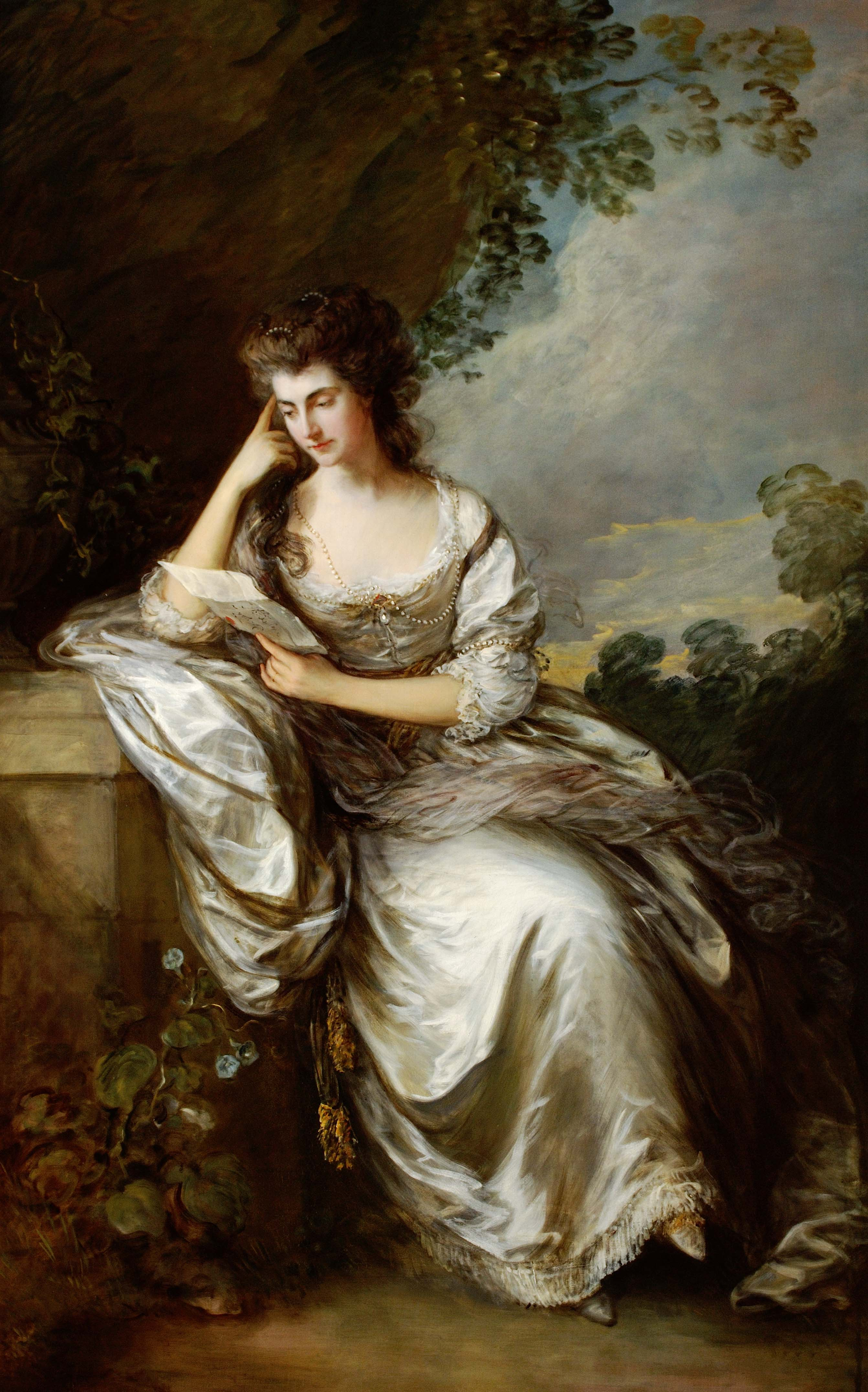
《존 더글라스의 아내 프랜시스 브라운》 (1783년~1784년, 워드즈던 메이너 소장)

1774년 게인즈버러는 가족과 함께 런던 팰맬의 숌버그 하우스로 이사하였다. 이곳 역시 현재까지도 보존되어 있으며 1951년 게인즈버러가 이곳에서 살았다는 기념패가 세워져 있다. 1777년부터 왕립예술학회 전시에 다시 자기 그림을 출품하기 시작한 게인즈버러는 컴벌랜드 공작과 공작부인을 비롯한 당대 유명인들의 초상화를 선보였다. 전시회 출품은 이후로도 6년간 이어나갔으며, 그와 동시에 동판화 습작에도 나섰는데 애쿼틴트와 소프트그라운드 에칭이라는 신기술을 이용한 기법을 활용하였다. 1780년대부터는 게인즈버러는 유리에 뒷조명을 비춰 풍경을 전사하는 '쇼박스'라는 장치를 이용한 작업에 나서기도 하였는데 현재 이 상자는 빅토리아 앨버트 박물관에서 투명본으로 복원하여 전시 중에 있다.

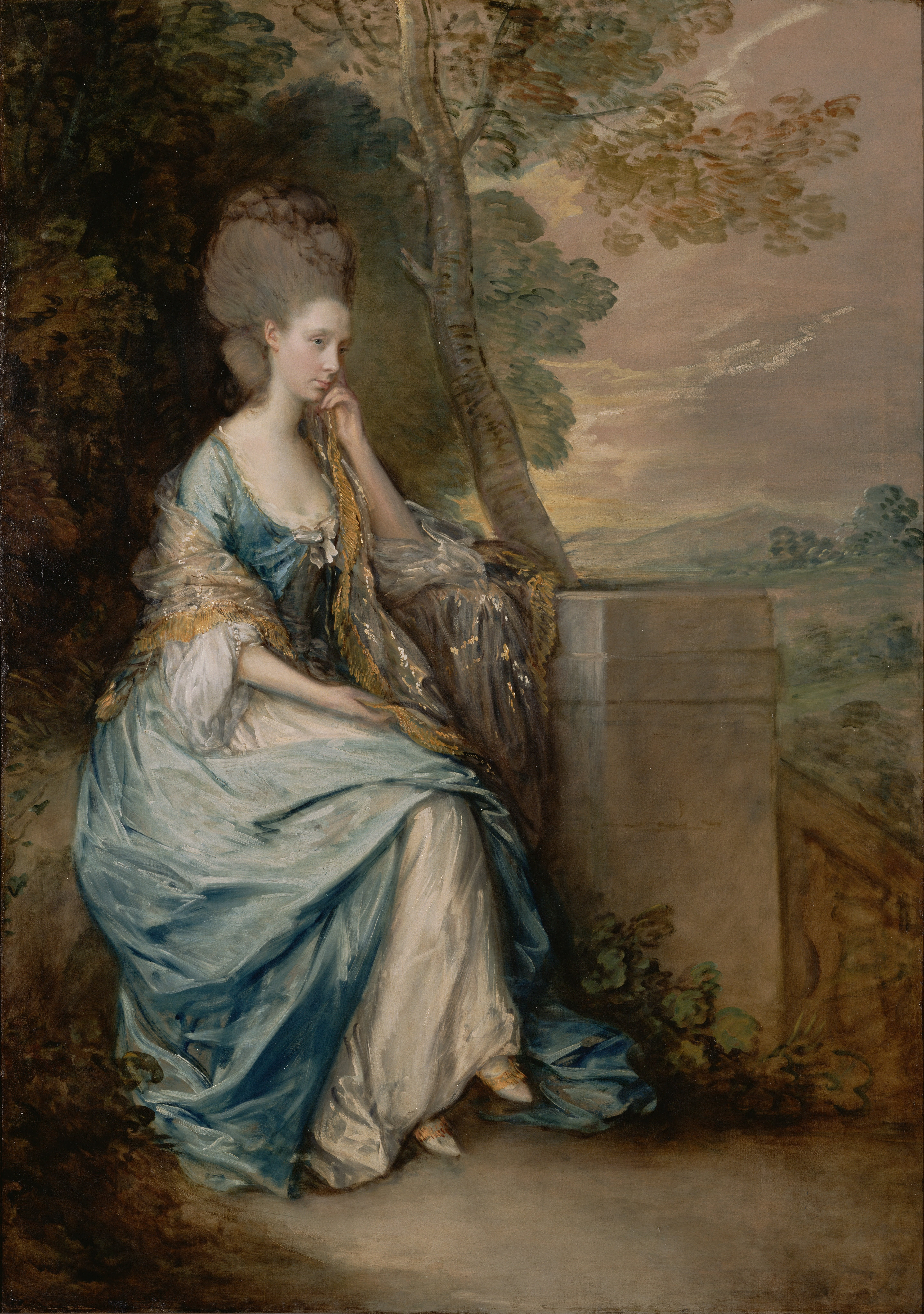
《체스터필드 백작부인 앤의 초상화》 (1777년~1778년, J. 폴 게티 미술관 소장). 게인즈버러의 후기 작품은 가벼운 색감과 쉬운 붓터치가 특징이다.

1770년대부터 게인즈버러는 풍경 속에 앉아 있는 인물이라는 초상화 구성을 만들어냈다. 대표적인 예시로 오늘날 워드즈던 메이너에 소장된 《존 더글라스의 아내 프랜시스 브라운의 초상화》 (1783년~1784년)가 있다. 이 그림에서 브라운 부인은 한적한 정원에서 풀이 무성한 구석에 물러나 편지를 읽고 있는 모습으로, 부인이 취한 포즈는 전통적인 멜랑콜리아의 표상을 연상케 한다. 게인즈버러는 브라운 부인의 뒷쪽에 있는 구름과, 부인의 무릎을 덮고 있는 옷감을 비슷한 은빛 보라톤과 유려한 붓터치로 그려내어, 브라운 부인과 주변 환경의 관계를 강조하였다. 이 초상화는 1784년 숌버그 하우스에서 열린 첫번째 개인전에서 처음으로 선보인 것이다.
1776년 게인즈버러는 작곡가 요한 제바스티안 바흐의 막내아들인 요한 크리스티안 바흐의 초상화를 그렸다. 바흐의 옛 선생님이었던 이탈리아 볼로냐 출신의 파드레 마르티니는 음악가들의 초상화를 수집하고 있었는데 이 소장품의 하나로 바흐 본인이 직접 게인즈버러에게 아들의 초상화를 그려달라고 부탁했던 것이다. 해당 초상화는 현재 영국 런던의 국립 초상화 미술관에 소장되어 있다. 1780년에는 영국 국왕 조지 3세와 샤를로테 왕비의 초상화를 그렸으며 이후로도 영국 왕실 관계자들의 초상화를 그렸다.
1780년 2월에는 게인즈버러의 음악가 친구였던 요한 크리스티안 피셔가 첫째 딸 몰리와 결혼하였는데, 정작 피셔는 게인즈버러의 둘째 딸 페기와도 몰래 바람을 피우고 있었다. 이 사실을 알게 된 게인즈버러는 경악스럽다는 반응을 보였고, 몰리 역시 그간의 불화와 더불어 불륜 사실이 들통나면서 8개월 만에 이혼하게 되었다.
1784년 최고궁정화가였던 앨런 램지가 사망하면서 조지 3세는 게인즈버러의 라이벌이자 왕립예술학회장인 조슈아 레이놀즈를 후임 궁정화가로 임명하였다. 그러나 게인즈버러도 영국 왕실이 제일 아끼는 화가로 계속 남게 되었다. 말년에 이르러 게인즈버러는 조슈아 레이놀즈와 함께 18세기 후반 영국 초상화의 대가로 등극하였다. 또한 동시에 풍경화를 자주 그리기 시작하여, 리처드 윌슨과 함께 18세기 영국 풍경화파의 개척자로 인정받았다.
1788년 8월 2일 게인즈버러는 61세의 나이로 암에 걸려 사망했다. 게인즈버러가 죽기 전에 남긴 마지막 말은 '반다이크' (van Dyck)였다고 막내 딸 페기는 전하고 있다. 게인즈버러의 무덤은 잉글랜드 서리주 큐 (현재의 런던 큐 그린 공원)에 있는 세인트 앤스 교회에 마련되었다. 생전 게인즈버러는 친구였던 조슈아 커비의 곁에 묻히고 싶다는 소원을 밝힌 바 있다. 나중에는 아내 마거렛 버와 조카 게인즈버러 듀폰트가 함께 묻혔으며, 요한 조파니와 프란츠 바우어도 이곳 묘지에 함께 묻혔다. 게인즈버러의 무덤은 한동안 제대로 관리되지 않고 있다가 2011년에 비로소 복원예산이 마련되었고 이듬해 2012년에 복원 공개되었다. 게인즈버러가 묻힌 큐의 '게인즈버러 로드' (Gainsborough Road)는 그의 공적을 기려 명명되었다.

## 기법

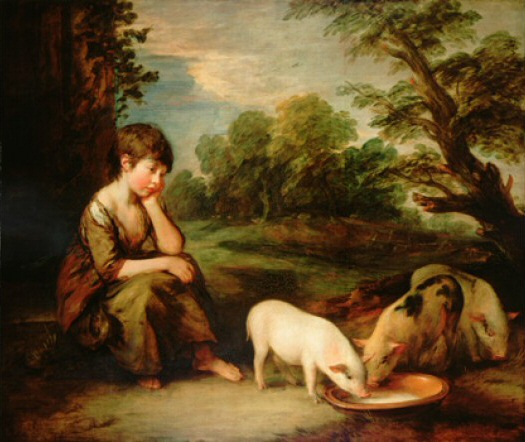
《소녀와 돼지》 (1781년~1782년, 개인 소장). 조슈아 레이놀즈가 "게인즈버러 최고의 명화"로 일컬었던 작품이다.

영국 미술사학자 마이클 로젠탈 (Micael Rosenthal)은 게인즈버러에 대해 "기술적으로 가장 능숙한 동시에 당대 가장 실험적이었던 예술가였다"고 평가한다. 게인즈버러의 붓칠은 굉장히 빠른 것으로 유명했으며 원론적인 회화 규범을 따르기보다는 자연과 인간의 본성을 관찰한 바를 바탕으로 작업하였다. 게인즈버러의 그림 속에 담긴 시적 감성도 높이 평가되는데, 후대 화가였던 존 컨스터블은 "그림을 보고 있으면 왜 그런지는 몰라도 눈물이 난다"는 말을 남겼다.
게인즈버러의 풍경화를 향한 열정은 초상화에서 인물과 배경이 결합되는 표현방식에서 잘 드러나 있다. 게인즈버러가 풍경화를 그릴 때면, 밤중에 촛불을 켜고 돌, 거울조각, 브로콜리 등을 탁자 위에 올려놓고 그것을 모델 삼아 그렸다는 이야기가 전해진다. 말년기의 작품들은 가벼운 색감과 쉽고 효과적인 붓터치가 특징이다.
게인즈버러는 평소 조수를 따로 두지 않고 단독으로 작업하였는, 생전 유일한 조수로는 조카였던 게인즈버러 듀폰트가 작업을 도왔던 것으로 알려져 있다.

## 평가와 영향

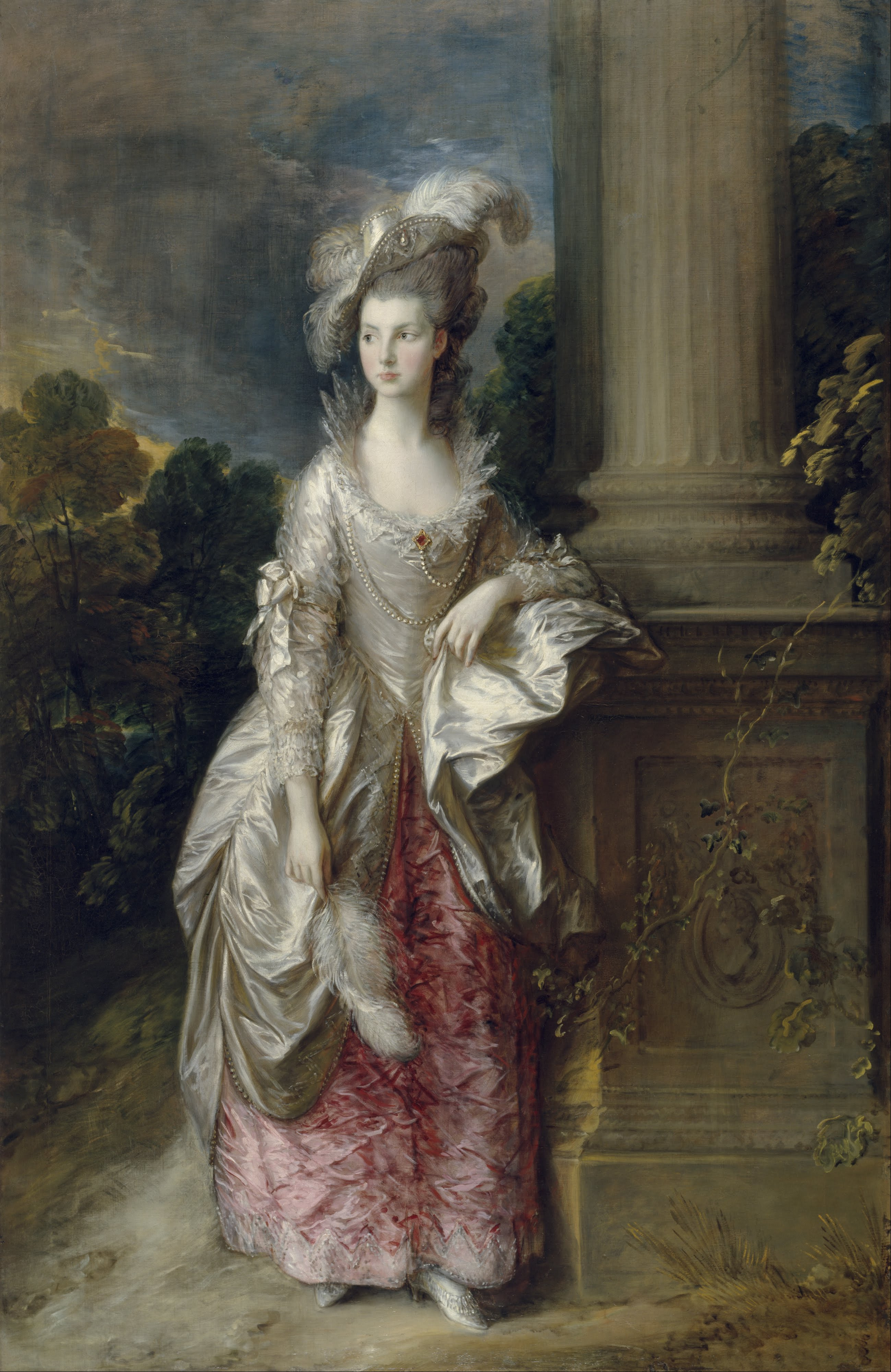
《메리 그레이엄 부인의 초상》 (1777년, 스코틀랜드 국립미술관 소장)

게인즈버러의 대표작으로는 《파란 옷을 입은 소년》, 《앤드류 부부》, 《그레이엄 부인의 초상》, 《메리와 마거렛》, 《화가의 딸들》, 《홀렛 씨와 그 부인》 (아침 산책), 《항아리와 개가 있는 시골집 소녀》 등이 꼽히며, 다양한 소재로 독특한 개성을 드러냈다는 점에서 높이 평가받고 있다. 조슈아 레이놀즈는 "게인즈버러의 전무후무한 최고의 명화"로서 《소녀와 돼지》라는 작품을 꼽았다.

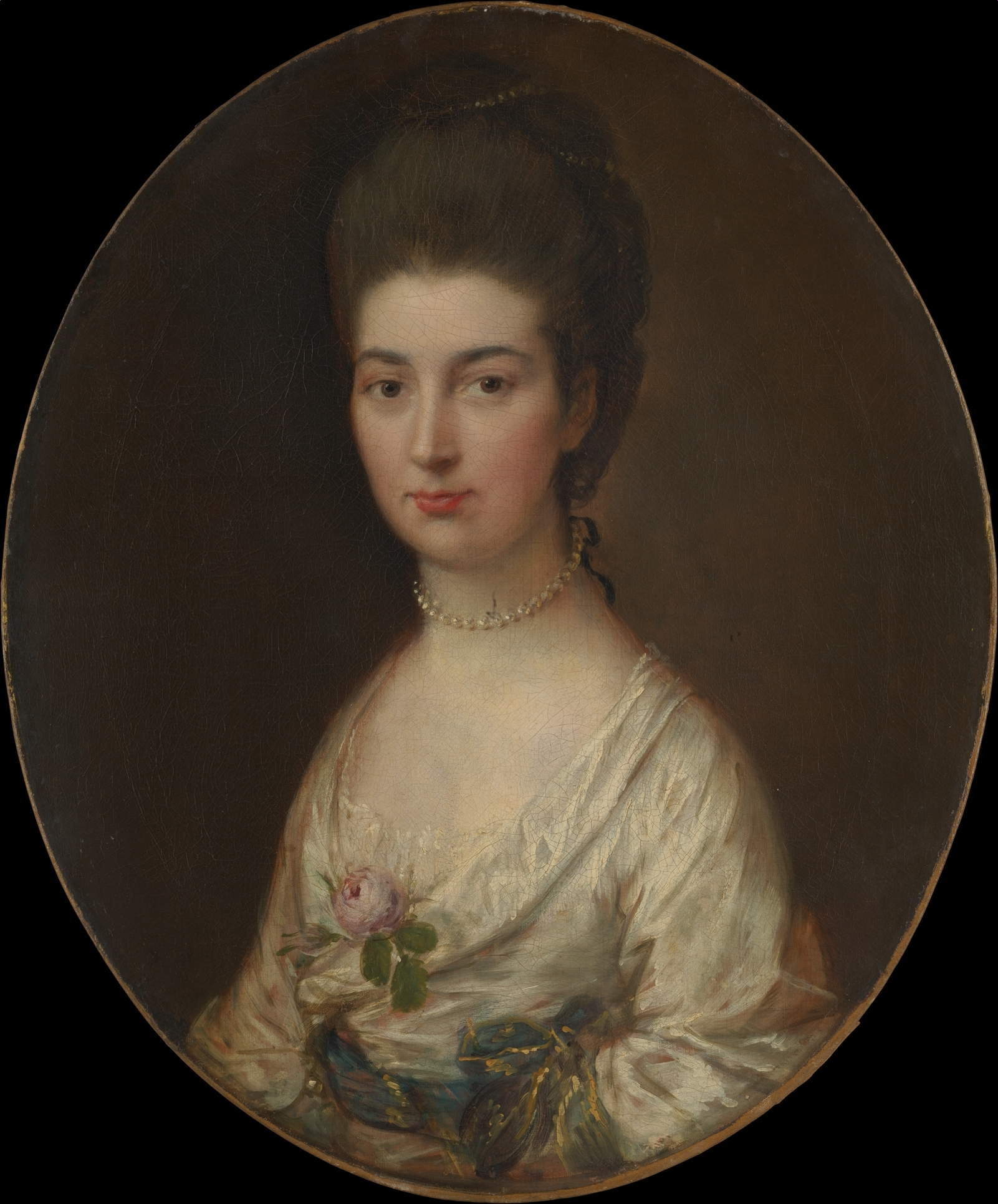
《앨리스 더 랭시 이자드》 (메트로폴리탄 미술관 소장)

게인즈버러의 작품은 라이오넬 더 로스차일드가 초상화를 대거 구입한 것을 시작으로 1850년대부터 수집가들 사이에서 인기를 끌기 시작하였다. 19세기에 이르러서도 게인즈버러와 레이놀즈의 작품들이 급격히 가치가 상승하기 시작하였는데 이 역시도 로스차일드가에서 수집에 나서면서부터였다. 2011년에는 런던 크리스티 경매에서 게인즈버러의 《리드 부인》 (Miss Read)이 654만 파운드에 낙찰되면서 경매 최고가 기록을 세웠다.

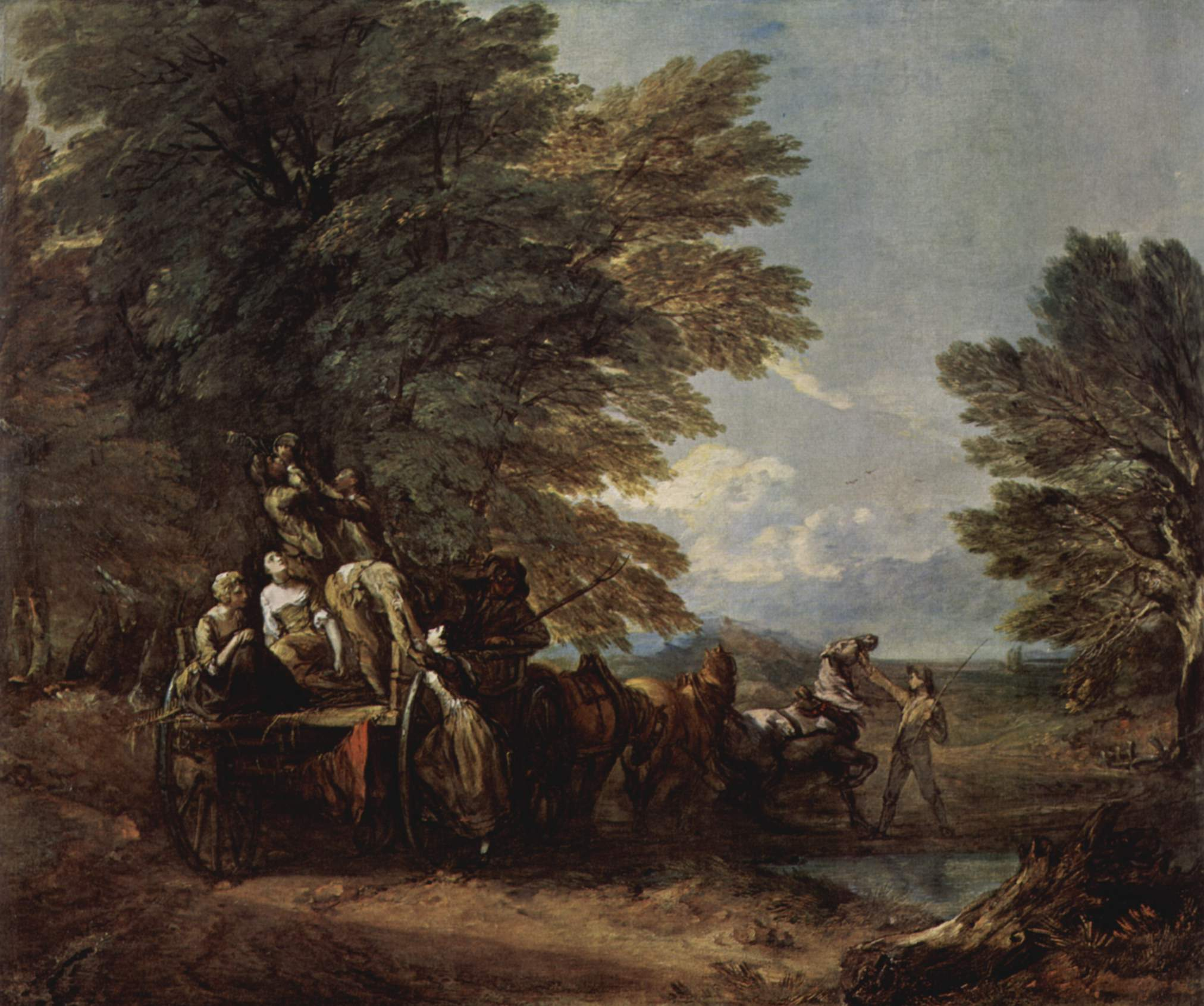
《추수용 마차》 (1767년)

영국 영화감독 스탠리 큐브릭은 《배리 린든》 (1975년)을 제작하기에 앞서 18세기 회화, 그 중에서도 게인즈버러의 그림에서 영감을 받고 영화 속의 분위기와 기풍을 재현한 것으로 알려져 있다.

## 대중문화에서의 등장
- 세실 비턴의 연극 〈게인즈버러의 소녀들〉 (Gainsborough's Girls)는 게인즈버러가 이사를 갔던 1774년 영국 런던을 무대로 삼고 있다. 생전에는 공개되지 않았던 작품으로 2019년 서퍽주 서드베리에서 초연하였다.[41]
- 1945년 영화 《키티》에서 게인즈버러가 등장한다. 세실 캘러웨이가 배역을 맡았다.
- 1988년 코미디 영화 《총알 탄 사나이》에 게인즈버러의 초상화 《파란 옷을 입은 소년》이 등장한다.
- 2012년 제임스 본드 영화 《007 스카이폴》에서 내셔널 갤러리를 무대로 한 장면에서 주연 다니엘 크레이그의 뒤쪽으로 《윌리엄 홀렛 씨와 그 부인》이 비춰지고 있다.[42]
- 1983년 일렉트릭 라이트 오케스트라의 앨범 〈Secret Messages〉의 커버에서 게인즈버러의 초상화 《그래브너 일가》의 일부가 활용되었다.

## 주요 작품

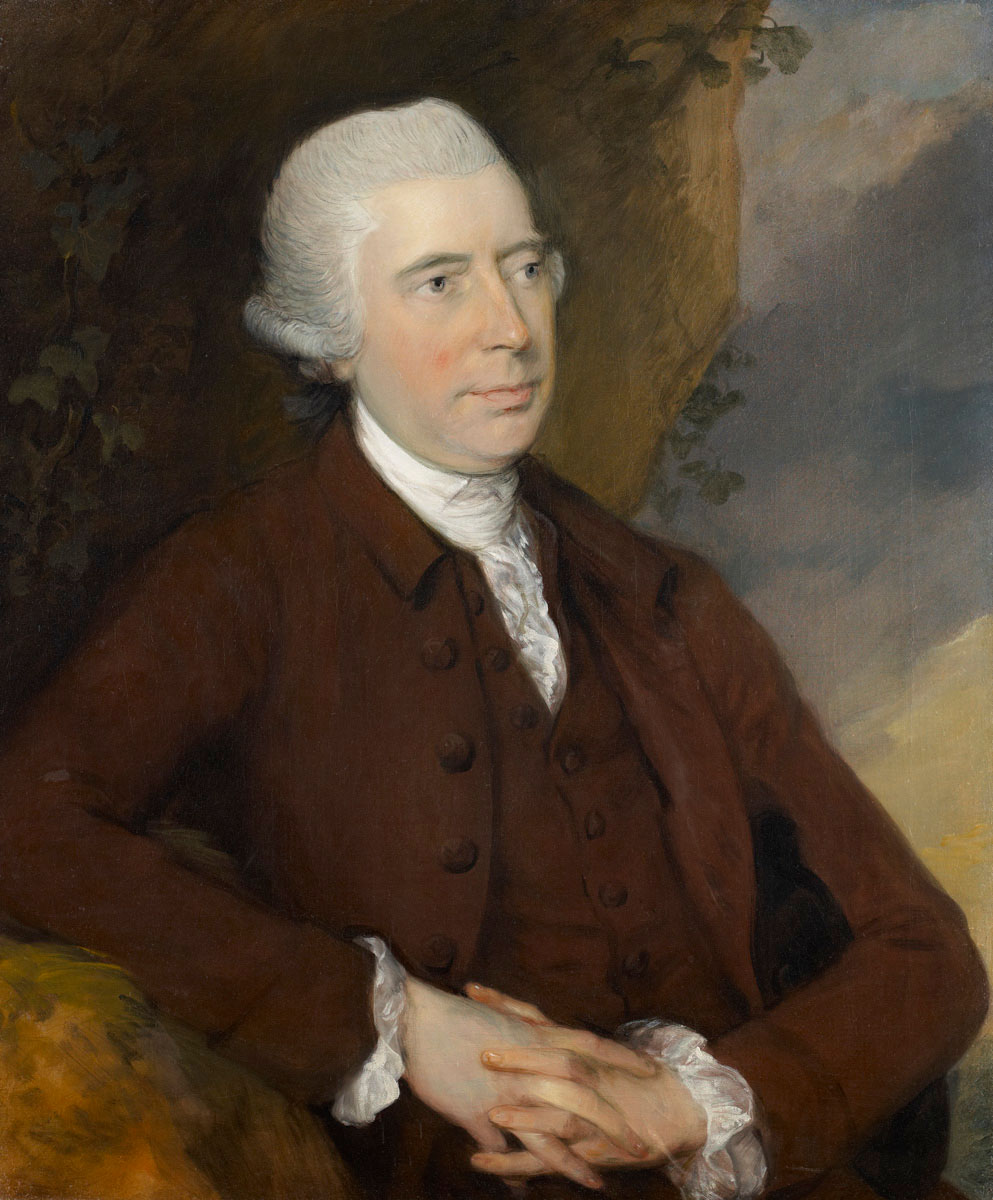
Sir George Chad, Baronet of Thursford
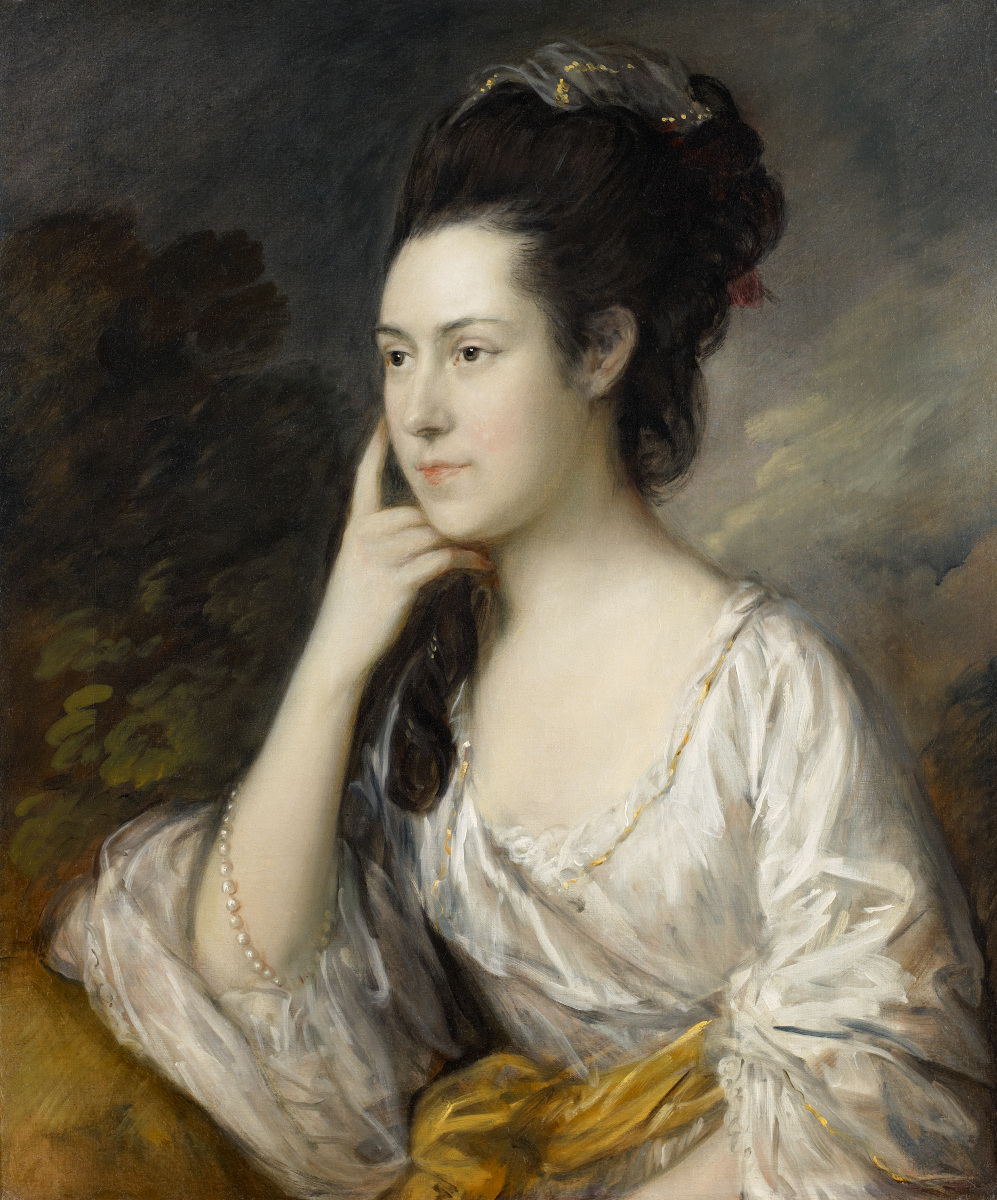
Sarah Rowlls Chad
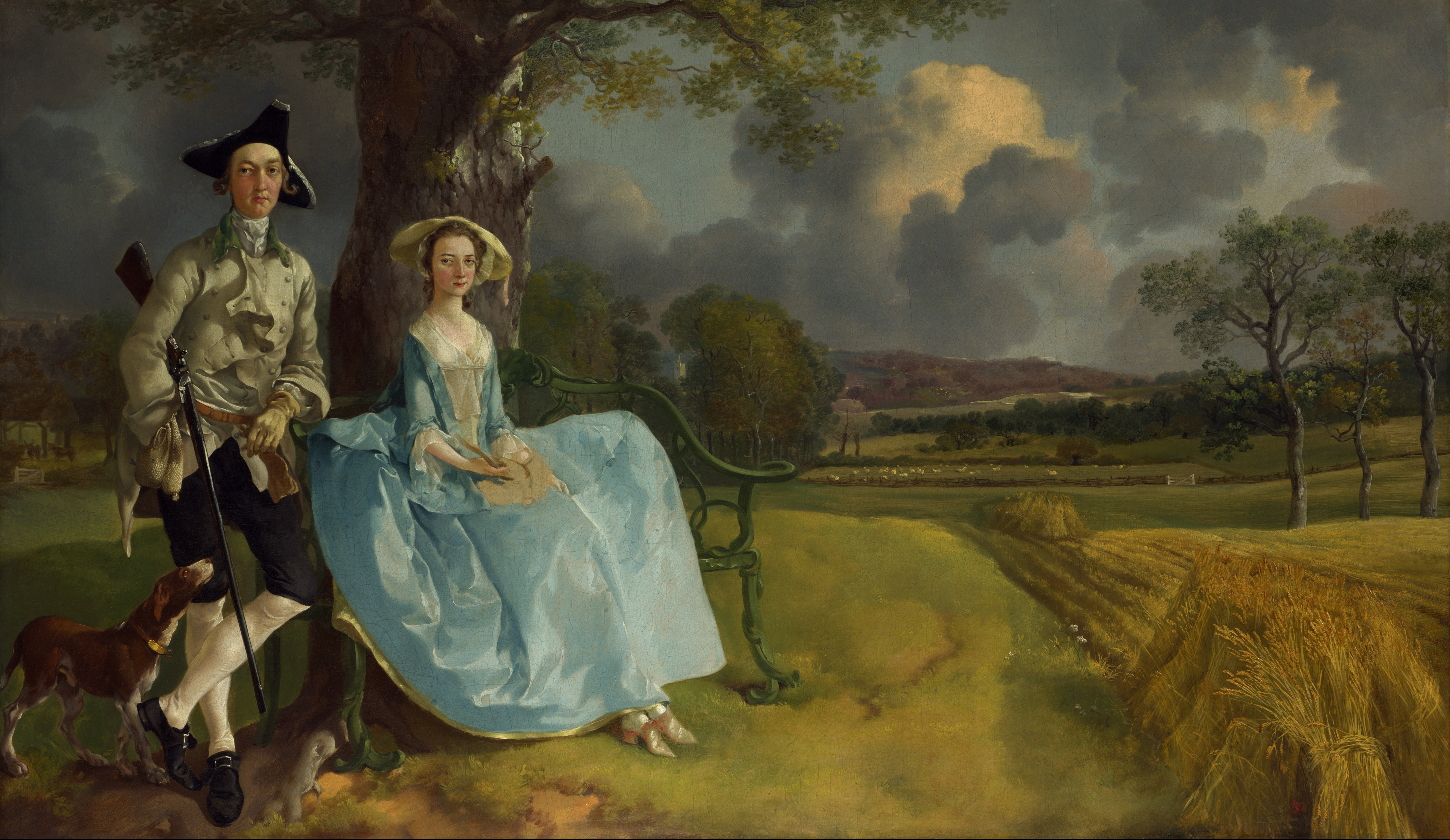
Mr and Mrs Andrews

## 같이 보기
- 로코코